# Galleria Borghese
De Galleria Borghese is een kunstmuseum in de voormalige Villa Borghese Pinciana, gelegen in het park Villa Borghese in Rome.

## Geschiedenis
Het Casino Borghese dateert van 1613 en is voor de familie Borghese ontworpen door de architect Flaminio Ponzio aan de Porto Pinciana om de kunstcollectie in onder te brengen. De verzameling werd destijds gestart door kardinaal Scipione Borghese, de neef van paus Paulus V. In 1782 is het interieur gerestaureerd in een neoclassicistische stijl met fresco's en beeldhouwwerk.
De Italiaanse overheid verwierf het gebouw in 1901 en maakte er in 1903 een nationaal museum van met een grote verzameling renaissancekunst. Het park werd in hetzelfde jaar verkocht aan de gemeente Rome en behoort niet meer tot de villa. Tussen 1995 en 1997 werd het museum grondig gerestaureerd.

## De collectie (selectie)

### Beeldhouwwerk
- Hellenistisch: Hermaphroditus (kopie) en een kolossaal beeld van een strijdende satyr
- Romeins: beelden van Meleager, Dionysos, Alexander de Grote, Harpocrates met eend, Paris en een beeld van een leunende satyr
- Werken van Gian Lorenzo Bernini: David, De ontvoering van Persephone, Apollo en Daphne, De waarheid, Neptunus, buste van paus Paulus V, buste van kardinaal Scipione Borghese en een terracotta model voor een ruiterbeeld van Lodewijk XIV van Frankrijk
- Werken van Pietro Bracci: buste van paus Clemens XII
- Jean-Antoine Houdon: Johannes de Doper
- Antonio Canova: Pauline Borghèse als Venus Victrix

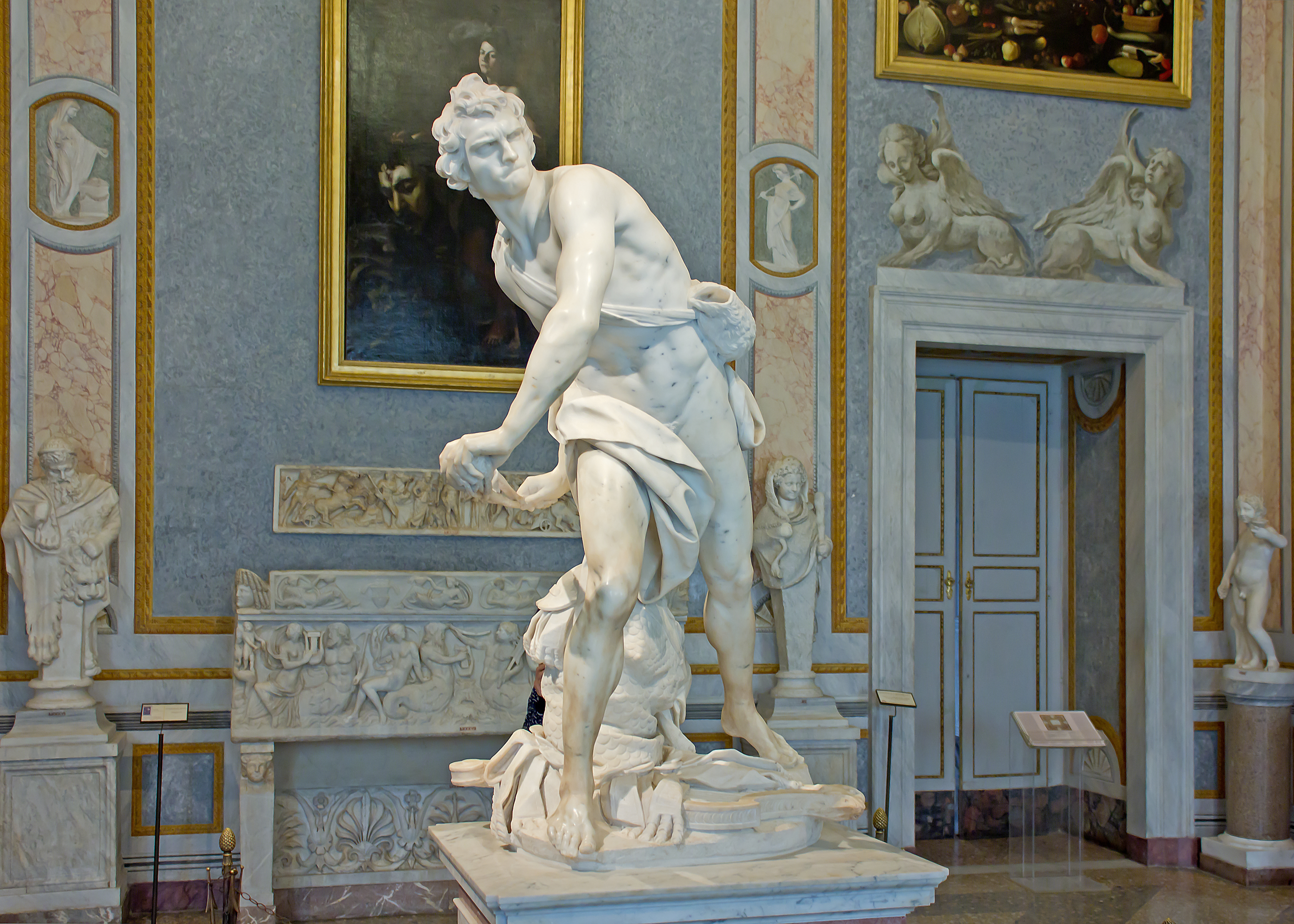
Bernini: David
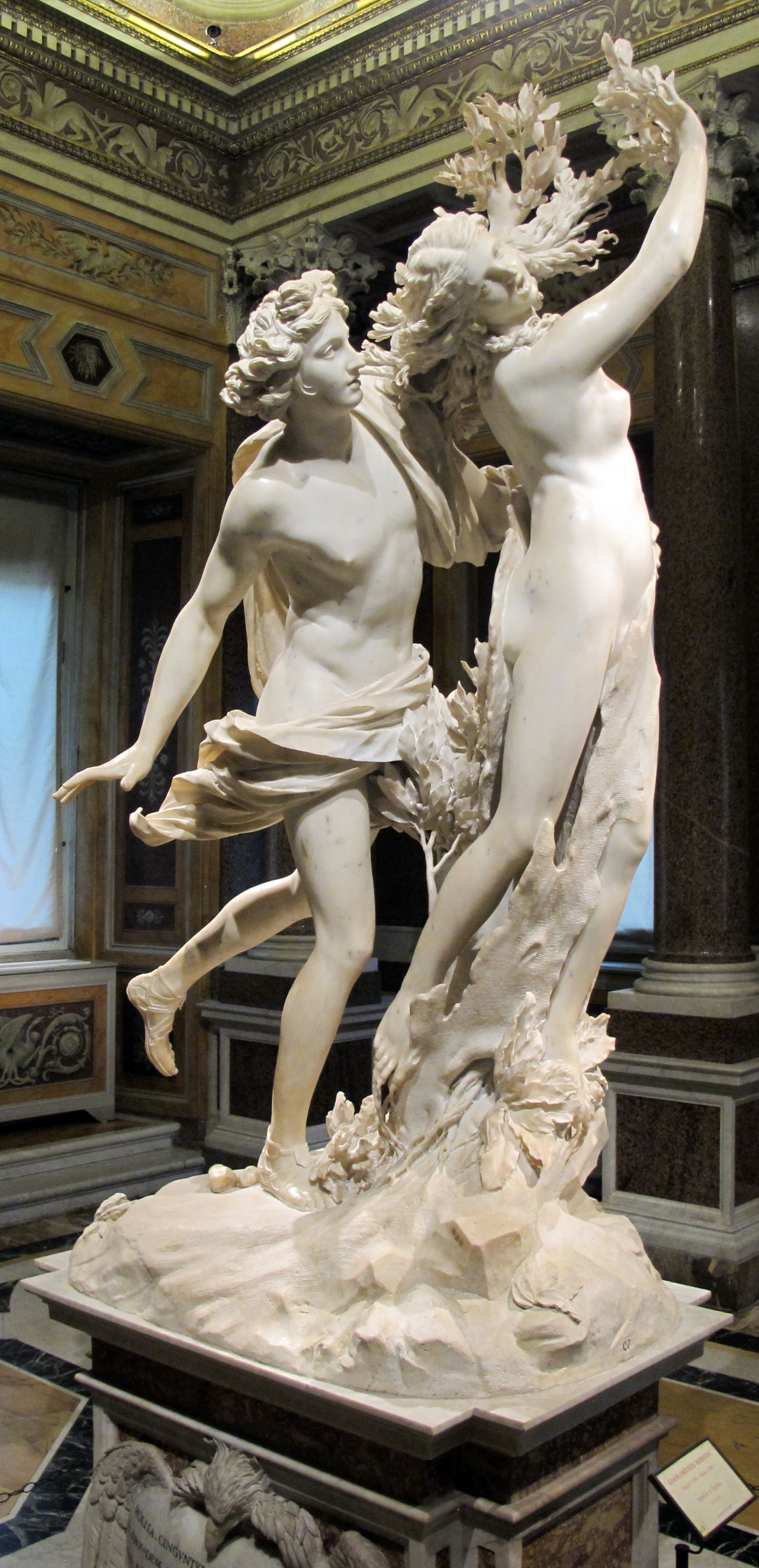
Bernini: Apollo en Daphne
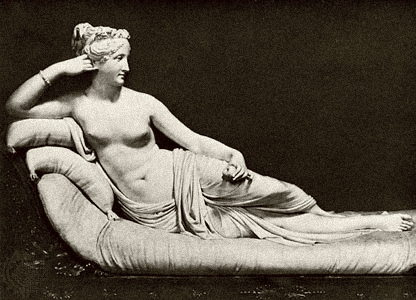
Canova: Pauline Bonaparte als Venus Victrix

### Schilderijen
De collectie omvat schilderijen van grote meesters zoals:
- Dosso Dossi, Lucas Cranach de Oude, Fra Bartolommeo, Rafaël, Andrea del Sarto, Ridolfo Ghirlandaio, Antonio da Correggio, Il Sodoma, Lorenzo Lotto, Leonardo da Vinci, Pietro Perugino, Jacopo Bassano, Gian Lorenzo Bernini, Guido Reni, Giovanni Francesco Barbieri of Guercino, Sandro Botticelli, Jacopo Zucchi, Titiaan, Jan Brueghel de Oude, Peter Paul Rubens, Paul Bril, Frans Francken (II), David Teniers II, Antoon van Dyck, Gerard van Honthorst, Giuseppe Cesari of Cavalier d'Arpino, Domenico Zampieri en Caravaggio.

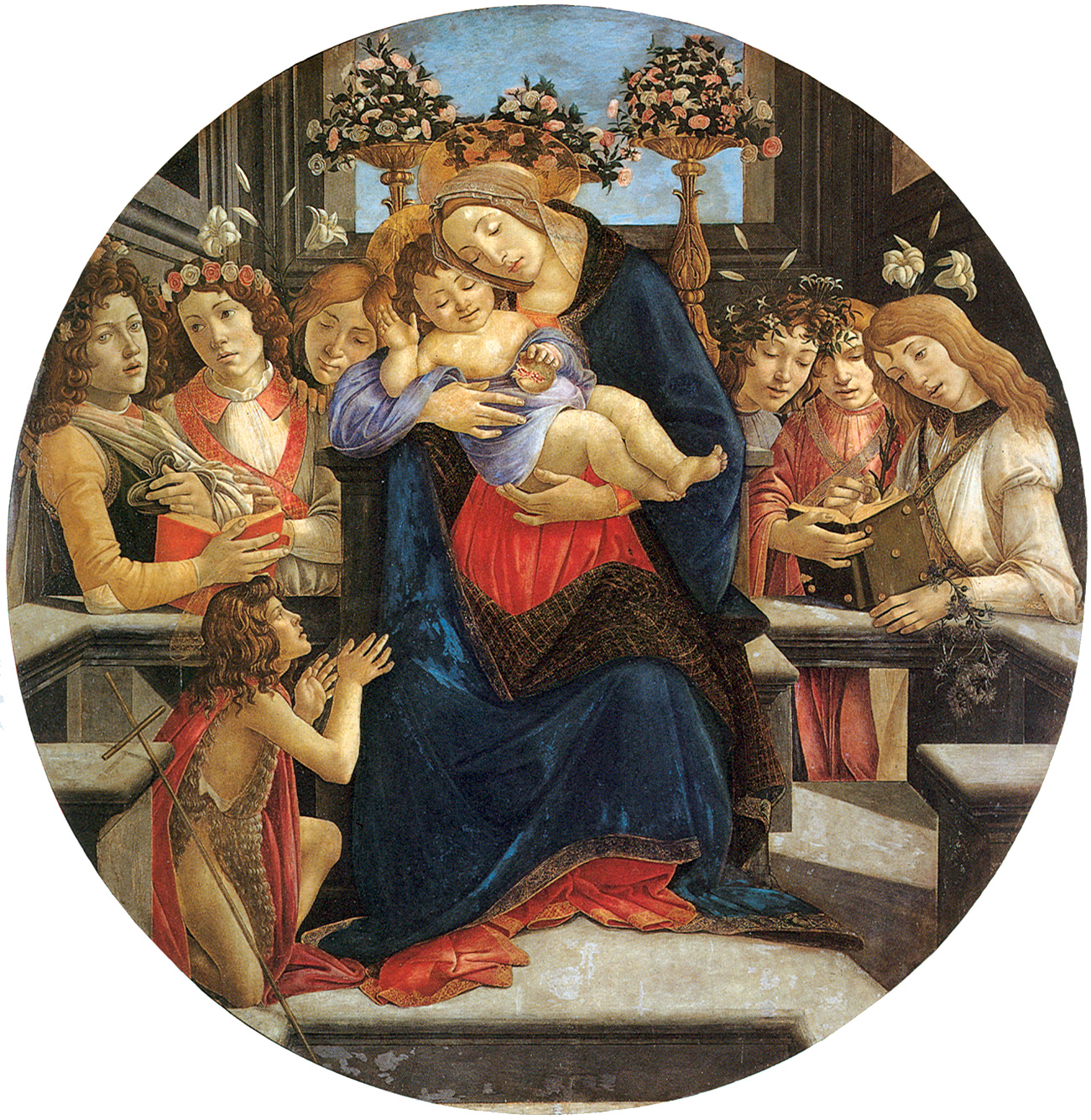
Botticelli: Vergine e il Bambino con sei Angeli e San Giovanni Battista (1488/90)
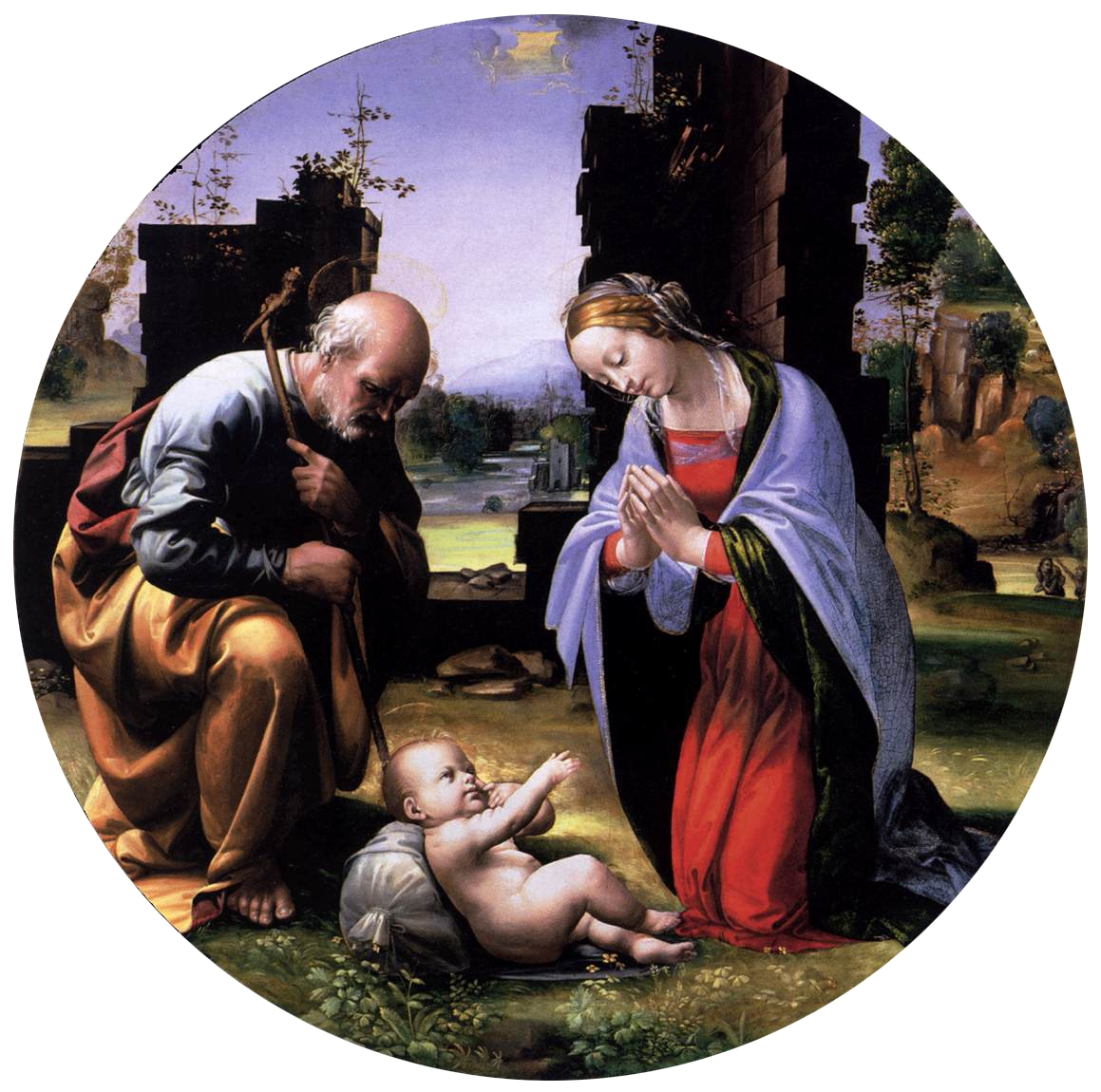
Fra Bartolommeo: De aanbidding van het kind (1510)
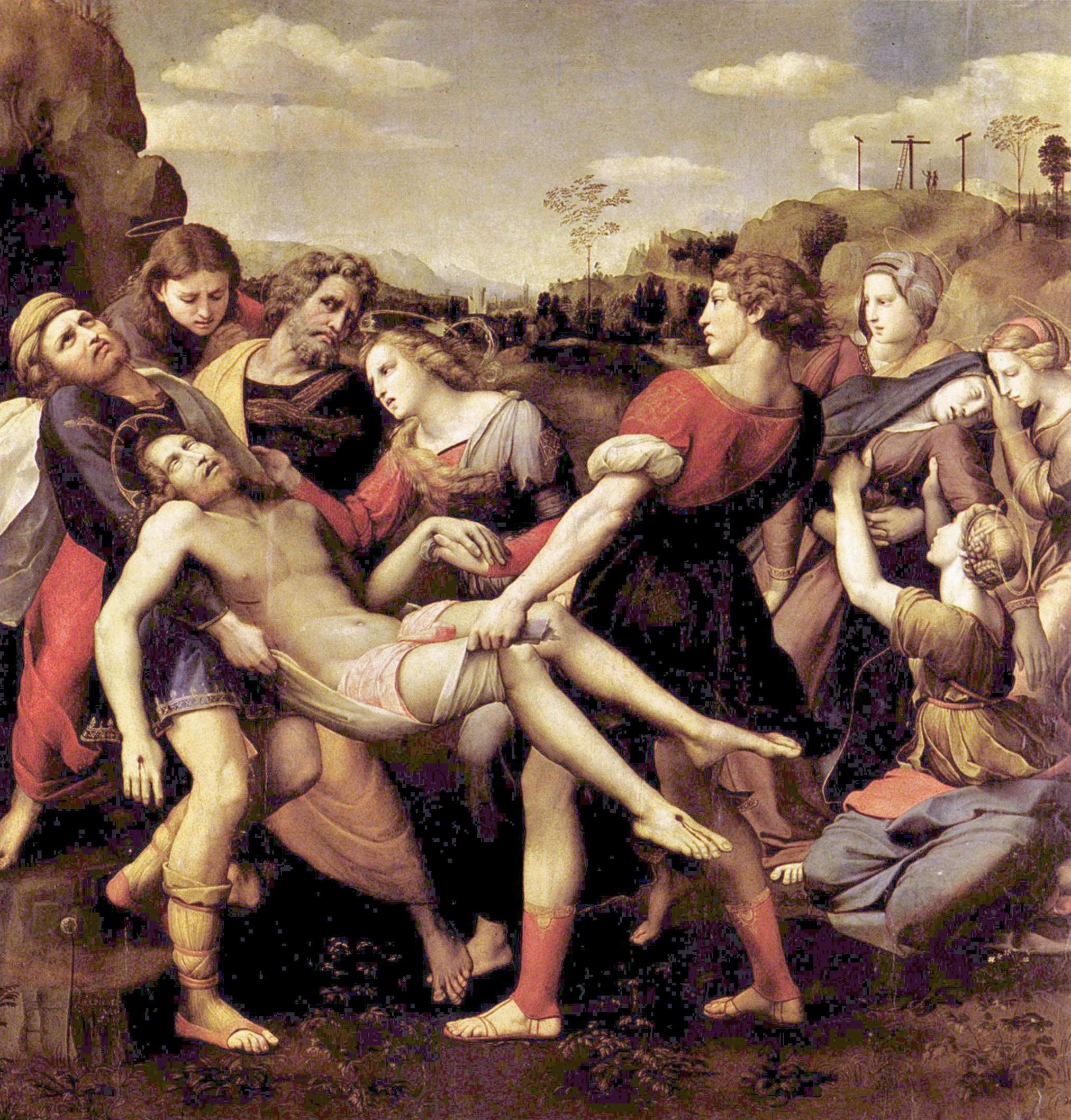
Rafaël: Baglioni-altaar (1507)
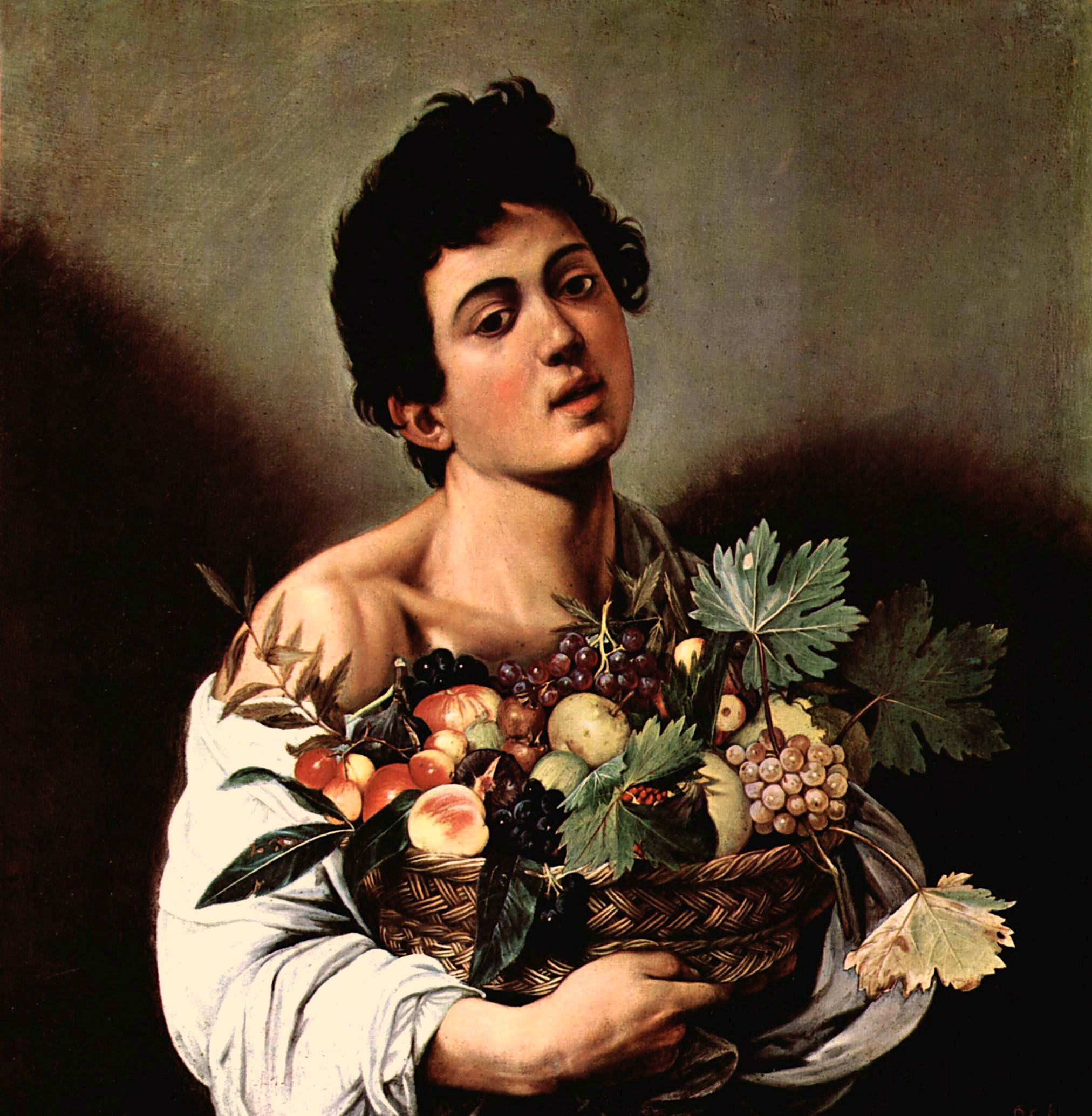
Caravaggio: Jongen met fruitmand (1593/4)
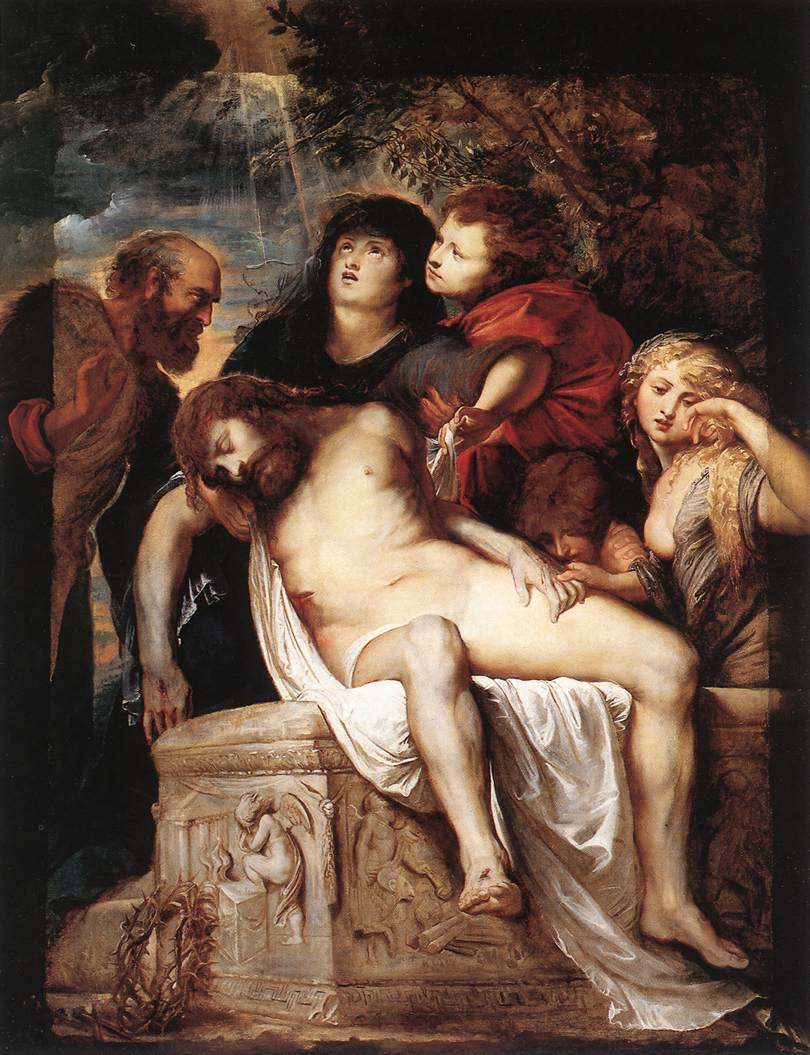
Peter Paul Rubens: De Kruisafneming (1602)
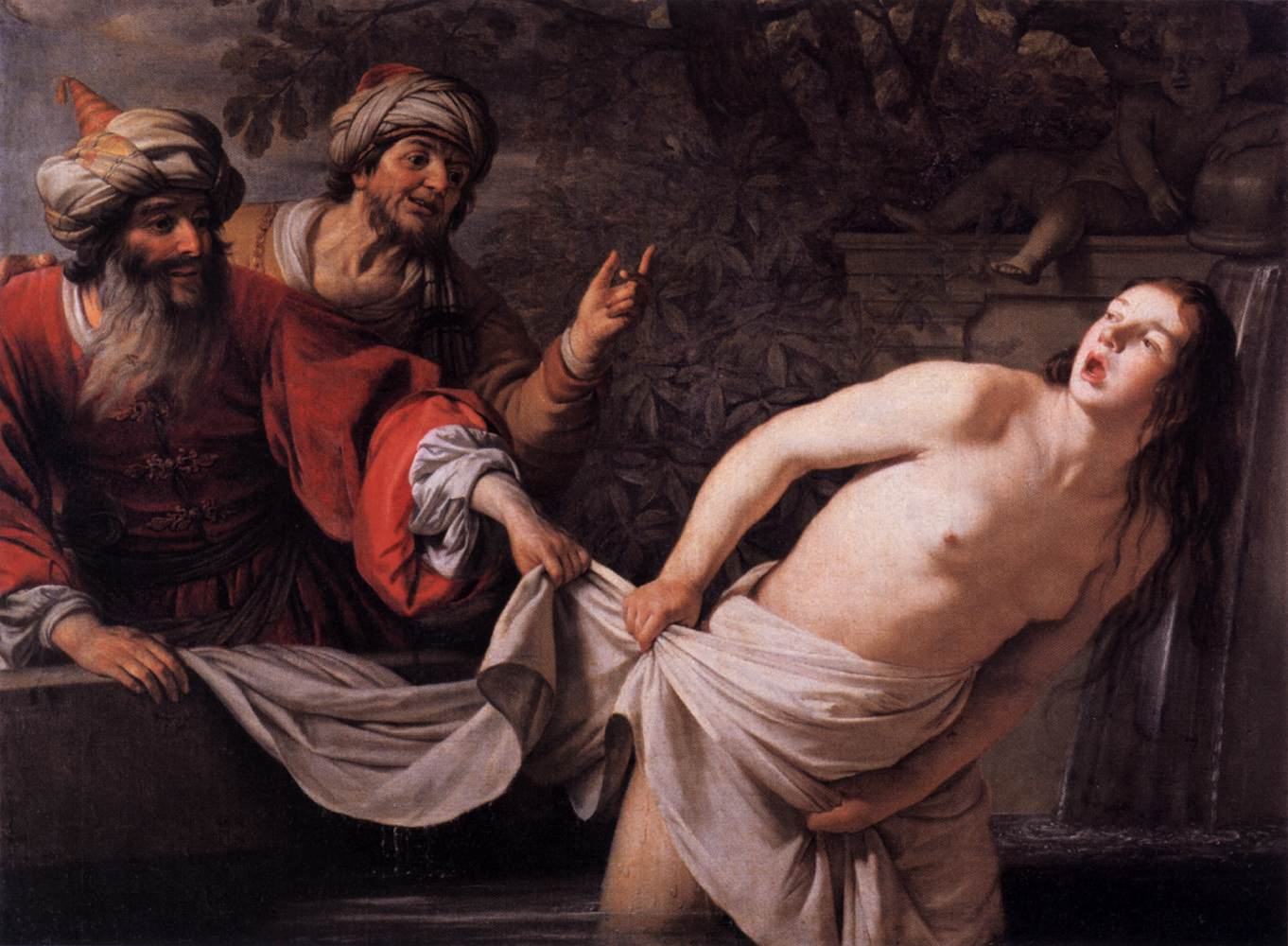
Gerard van Honthorst: Susanna (1655)

Andere musea die zich eveneens in het park Villa Borghese bevinden zijn:
- Galleria nazionale d'arte moderna e contemporanea, een museum voor moderne en hedendaagse kunst
- Villa Giulia of Museo Nazionale Etrusco di Villa Giulia, een museum voor Etruskische kunst